# Dolsando
Dolsando är en ö i Sydkorea.   Den ligger i provinsen Södra Jeolla, i den södra delen av landet, 330 km söder om huvudstaden Seoul. Arean är 70 kvadratkilometer.
Terrängen på Dolsando är lite kuperad. Öns högsta punkt är 440 meter över havet. Den sträcker sig 11,1 kilometer i nord-sydlig riktning, och 8,9 kilometer i öst-västlig riktning.